# Valery Korzun
Valery Grigorievich Korzun (en ruso: Валерий Григорьевич Корзун) (Krasni Sulín, Rostov, Unión soviética, 5 de marzo de 1953) es un astronauta ruso.
Formado en el colegio de aviación militar. En 1974  entró a formar parte de la fuerza aérea rusa, donde sirvió como piloto y comandante de escuadra. En 1987, fue seleccionado para entrenamiento como cosmonauta del programa espacial ruso. En diciembre del mismo año entró en el programa de entrenamiento y se graduó en junio de 1989.
Coronel de la Fuerza Aérea, es un piloto de primera clase, con 1473 horas de vuelo acumuladas. También es instructor de entrenamiento de paracaidistas, con 377 saltos realizados.

## Cosmonauta

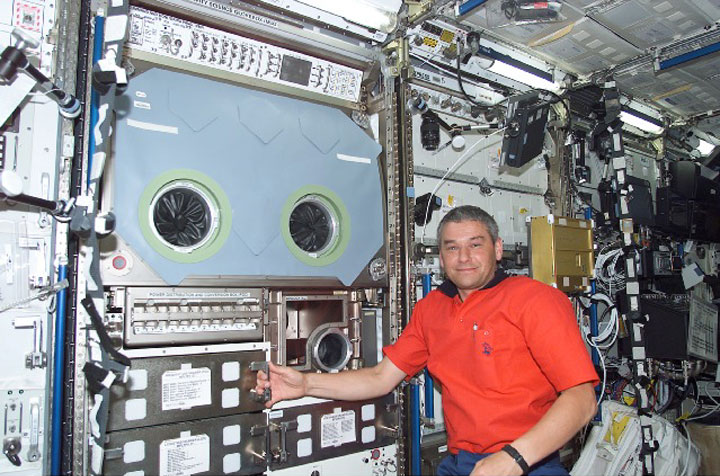
Valery Korzun, comandante de la Expedición 5, en la Estación Espacial Internacional

Korzun realizó su preparación como astronauta entre 1987 y 1996
Voló al espacio por primera vez en 1996 en la nave Soyuz TM-24, en  una misión de seis meses en la estación rusa Mir. Volviendo a la tierra en  marzo de 1997, después de 197 días en órbita, durante los cuales realizó dos caminatas espaciales en un total de 12 horas y 33 minutos. El programa incluyó la participación de astronautas norteamericanos, franceses y alemanes. 
Su segunda misión espacial, también de larga permanencia en órbita, fue en junio de 2002 como integrante de la Expedición 5 a la Estación Espacial Internacional, para la cual fue a bordo de la STS-111  Endeavour. Durante la estancia, Korzun hizo dos caminatas espaciales más  para el montaje de paneles externos en el módulo de servicio Zvezda, a fin de protegerlo del impacto de micrometeoritos  y la instalación de antenas de radio de alta frecuencia en el exterior del complejo, para futuras operaciones de una estación destinada a contacto con radioaficionados
Retornó la Tierra en diciembre del mismo año con los otros participantes de la expedición (un ruso y un norteamericano), en la STS-113, también con la nave Endeavour, después de acumular otros 184 días y 22 horas en el espacio.

## Conexiones externas
- Biografia na NASA (en inglés)
- Biografia no Spacefacts (en inglés)